# Eumorphus quadriguttatus
Eumorphus quadriguttatus es una especie de coleóptero de la familia Endomychidae.

## Distribución geográfica
Habita en Asia.